# Olivia Zúñiga
Olivia Zúñiga (Villa Purificación, 21 agosto 1916 – 1992) è stata una poetessa e scrittrice messicana.

## Biografia
Olivia Zúñiga Correa nacque a Villa Purificación il 21 agosto 1916 dal generale rivoluzionario Eugenio Zúñiga e da Trinidad Correa Gonzalez-Hermosillo.
All'età di due o tre anni fu affidata alle cure di uno zio materno, il sacerdote Rafael Guillermo Correa González-Hermosillo, che la portò a vivere a Tenamaxtlán, dove Olivia studiò con la precettrice Crescencia Lopez e si dedicò alla lettura dei libri della parrocchia.
Nel 1930, il generale Lázaro Cárdenas del Río, che aveva fatto parte dello stato maggiore del generale Eugenio Zúñiga nel 1914, la portò a vivere a Città del Messico. Olivia, di straordinaria bellezza, nel 1942 studiò arte drammatica con l'attore, regista teatrale e coreografo giapponese Seki Sano.
La sua prima opera, pubblicata nel 1947, fu un volume di poesie intitolato Amante imaginado, con un prologo del drammaturgo spagnolo Luis Fernández Ardavín.
Negli anni '50 e '60 collaborò alle riviste di Guadalajara Ariel di Emmanuel Carballo, Et Caetera di Adalberto Navarro Sánchez, e Summa e Xallixtlico di Arturo Rivas Sainz (di cui fu allieva in materia di Grammatica), nonché alle riviste di Città del Messico Fuensanta e México en la Cultura. Scrisse inoltre per i giornali Excélsior, Supplement di Novedades de México e El Nacional.
I suoi romanzi sono decisamente autobiografici. Fu la prima persona a ricevere il Premio de Literatura Jalisco, nel 1950, per il suo romanzo Retrato de una niña triste ("Ritratto di una ragazza triste"). Nel 1958 ricevette la Medaglia José María Vigil, che viene assegnata a illustri scrittori.
Nei suoi ultimi anni visse a Città del Messico da sola e con il viso coperto da un velo, perché come l'attrice svedese Greta Garbo, non le piaceva che le persone vedessero come il tempo avesse messo a dura prova la sua bellezza.

## Le opere

### Poesia
- Amante imaginado (Amante immaginato), (1947)[4]
- Los amantes y la  noche (Amanti e la notte), (1953)
- Hasta el grano de luz (Al granello di luce), (1937)
- El hijo, inédito (Il figlio), inedito

### Romanzi
- Retrato de una niña triste (Ritratto di una ragazza triste), (1950)
- Entre el infierno y la luz (Tra l'inferno e la luce), (1952)
- La muerte es una ciudad distinta (La morte è una città diversa), (1959)

### Racconto
- Antología universal de lecturas infantiles (Antologia universale della lettura per bambini) (1952)

### Saggistica
- Mathias Goeritz (1962); è stato successivamente tradotto in inglese